# Armand Fallières
Clément Armand Fallières (Mézin, 6 de novembro de 1841 – Lannes, 22 de junho de 1931) foi um estadista francês que foi Presidente da França 1906-1913.

## Vida
Ele nasceu em Mézin no departamento de Lot-et-Garonne, França, onde seu pai era secretário da paz. Estudou Direito e tornou-se advogado em Nérac, iniciando aí a sua carreira pública como vereador (1868), depois prefeito (1871) e vereador-geral do departamento de Lot-et-Garonne (1871). Sendo um republicano fervoroso, ele perdeu o cargo em maio de 1873 com a queda de Thiers, mas em fevereiro de 1876 foi eleito deputado por Nérac. Na Câmara, ele se sentou com o grupo parlamentar Oportunista Republicano, Gauche républicaine, assinou o protesto de 18 de maio de 1877, e foi reeleito cinco meses depois.
Em 1880, tornou-se subsecretário de Estado no departamento do interior no ministério de Jules Ferry (maio de 1880 a novembro de 1881). De 7 de agosto de 1882 a 20 de fevereiro de 1883 foi Ministro do Interior e por um mês (a partir de 29 de janeiro de 1883) foi Primeiro-Ministro. Seu ministério teve que enfrentar a questão da expulsão dos pretendentes ao trono da França, devido à proclamação do príncipe Napoleão (janeiro de 1883).
Fallières, que estava doente na época, não conseguiu enfrentar a tempestade de oposição e renunciou quando o Senado rejeitou seu projeto. Em novembro seguinte, entretanto, ele foi escolhido ministro da instrução pública por Jules Ferry, e realizou várias reformas no sistema escolar.
Ele renunciou em março de 1885, tornando-se Ministro do Interior no gabinete de Maurice Rouvier dois anos depois. Ele trocou sua pasta em dezembro pela do Ministério Público. Ele voltou novamente ao Ministério do Interior em fevereiro de 1889 e finalmente retomou o departamento de justiça de março de 1890 a fevereiro de 1892. Em junho de 1890, seu departamento (Lot-et-Garonne) o elegeu para o Senado por 417 votos a 23. Lá Fallières permaneceu independente das lutas partidárias, embora mantendo sua influência entre os republicanos.
Em março de 1899 foi eleito Presidente do Senado, permanecendo no cargo até janeiro de 1906, quando foi eleito por um sindicato dos grupos de esquerda das duas câmaras como candidato à Presidência da República. Ele foi eleito na primeira votação por 449 votos contra 371 de seu oponente, Paul Doumer.

## Ministério de Fallières, 29 de janeiro de 1883 - 21 de fevereiro de 1883
Ver Gabinete Fallières
- Armand Fallières - Presidente do Conselho de Ministros, Ministro interino dos Negócios Estrangeiros, Ministro do Interior e Ministro do Culto
- Jean Thibaudin - Ministro da Guerra
- Pierre Tirard - Ministro das Finanças
- Paul Devès - Ministro da Justiça
- François de Mahy - Ministro da Agricultura e Ministro interino da Marinha e Colônias
- Jules Duvaux - Ministro da Instrução Pública e Belas Artes
- Anne Charles Hérisson - Ministra das Obras Públicas
- Adolphe Cochery - Ministro dos Correios e Telégrafos
- Pierre Legrand - Ministro do Comércio